# Acétate d'éthyle
L'acétate d'éthyle, aussi appelé éthanoate d'éthyle, est un liquide organique, à l'odeur caractéristique fruitée. C'est un ester utilisé principalement comme solvant. On le trouve, à l'état naturel, en faibles quantités dans le rhum et dans les raisins endommagés par la grêle[réf. nécessaire].

## Propriétés chimiques

### Généralités
L'acétate d'éthyle est un solvant de polarité moyenne, peu toxique et non hygroscopique, qui possède une grande volatilité. C'est un accepteur faible en raison de liaisons hydrogène. Il peut dissoudre jusqu'à 3 % d'eau et possède une solubilité dans l'eau de 8 % à température normale. Cette solubilité augmente avec la température. Il est instable au contact de bases et d'acides forts en présence desquels il est hydrolysé en acide acétique et éthanol.
Il est rarement utilisé comme solvant pour une réaction chimique en raison de sa réactivité avec les bases et les acides.

### Tautomérie
Comme tous les composés comportant un carbonyle, l'acétate d'éthyle présente une mobilité du proton (H+) situé sur le carbone voisin du carbonyle, mais celle-ci est bien plus faible que dans le cas des aldéhydes ou des cétones. Aussi la forme énolique est-elle indétectable.
Cependant, en présence d'une base très forte comme l'ion éthanolate, l'énolate (base conjuguée de l'énol) existe à l'équilibre et donne lieu à la condensation de Claisen :
2 CH3-CO-O-C2H5  →  CH3-CO-CH2-CO-O-C2H5  +  C2H5-OH.
Le composé obtenu est l'acétoacétate d'éthyle.

### Saponification
La réaction de saponification de l’acétate d’éthyle est une réaction dont la vitesse suit une loi du deuxième ordre :
CH3COOC2H5 + NaOH → CH3COONa + C2H5OH.
L’addition d’un des constituants engendre un déplacement d’équilibre dans le sens qui correspond à la disparition de ce constituant (loi de Le Chatelier). Ainsi, l'utilisation d'une solution concentrée de soude NaOH permet une hydrolyse complète de l'acétate d'éthyle.

## Aigreur des vins
L'acétate d'éthyle est présent dans le vin. La piqûre acétique ne doit pas être attribuée à l'acide acétique mais à la présence d’un excès d’acétate d’éthyle. Cet ester est formé par les levures et surtout par les bactéries acétiques, dans des proportions très variables qui dépendent des espèces et des conditions de milieu et de température. L’addition d’acide acétique au vin ne reproduit pas vraiment l’acescence, bien qu’à dose suffisante il donne une odeur et surtout un goût aigre notamment recherché pour produire du vinaigre.

## Utilisations
L'acétate d'éthyle est employé dans les domaines suivants :
- solvant pour enlever le vernis à ongles (appelé dissolvant) ;
- solvant pour colles  ;dangereux à inhaler car il entraîne une sensation d'enivrement[18]
- solvant de la nitrocellulose ;
- produit pour décaféiner les grains de café et les feuilles de thé ;
- solvant pour chromatographie en mélange avec un solvant non polaire comme l'hexane ;
- solvant pour extractions (antibiotiques) ;
- parfums et essences à odeurs fruitées (en raison de sa grande vitesse d'évaporation laissant la trace du parfum sur la peau) ;
- composant d'arôme fruité (fraise) ;
- agent de saveur pour pâtisserie, crèmes glacées et gâteaux, limonade ;
- accélérateur de prise pour peintures et vernis ;
- entomologie : permet de tuer les insectes par exemple pour mise en collection ou échantillons.
- Lissage des impressions 3D en PET et PET-G

## Synthèse

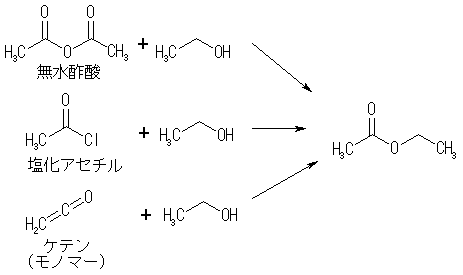
L'acétate d'éthyle.

L'acétate d'éthyle est synthétisé par la réaction d'estérification de Fischer entre l'acide acétique et l'éthanol. Un acide, tel l'acide sulfurique, catalyse la réaction.
CH3CH2OH + CH3COOH → CH3COOCH2CH3 + H2O.
Étant donné que cette réaction est réversible et engendre un équilibre chimique, le rendement est faible à moins que l'eau soit éliminée. En laboratoire, l'acétate d'éthyle peut être séparé de l'eau en utilisant un appareil de Dean Stark.

## Commerce
En 2014, la France est nette importatrice d'acétate d'éthyle, d'après les douanes françaises. Le prix moyen à la tonne à l'import était de 900 €.